# Nymphula algiralis
Nymphula algiralis là một loài bướm đêm trong họ Crambidae.